# A66 road
Die A66, in einem kurzen Teilstück zur Autobahn A66(M) hochgestuft, ist eine Hauptverkehrsstraße in Nordengland. Sie verläuft von Workington an der Irischen See ostwärts bis Middlesbrough an der Nordsee und stellt die bedeutendste und am besten ausgebaute Straßenquerung der nördlichen Pennines dar. Entsprechend ist sie auf der gesamten Länge als primary route klassifiziert und gehört damit zur höchsten Straßenklasse unterhalb der Autobahnen.
Die Pennines-Passage steigt auf mehr als 400 Meter Höhe in offenem, größtenteils unbesiedeltem Bergland und ist widrigen Wetterbedingungen ausgesetzt, im Winter kommt es häufig zu starkem Schneefall und Schneetreiben. Die A66 ist eine der unfallträchtigsten Strecken des englischen Straßennetzes und wird kontinuierlich ausgebaut.

## Verlauf

### Tiefland im Westen
Die Straße beginnt in Workington. An der Innenstadt mit seiner Fußgängerzone und den Shopping-Centern verläuft in Nord-Süd-Richtung die A596, von der sie als zweispurige Landstraße nach Osten abzweigt. Nachdem sie als südliche Umgehung der Stadt Cockermouth gedient hat, betritt sie den Nationalpark des Lake District und durchquert dessen nördlichen Teil durch Keswick.
Einige Kilometer vor Penrith verlässt sie den Nationalpark wieder und geht in einen ausgebauten Abschnitt mit getrennten Richtungsfahrbahnen über. In Penrith hat sie Anschluss an die Autobahn M6 und folgt dann südostwärts dem Tal des River Eden aufwärts über Appleby-in-Westmorland bis Brough. In diesem Abschnitt sind nur Ortsumgehungen zweibahnig ausgebaut.

### Gebirgsquerung
In Brough beginnt der Gebirgsabschnitt über die Pennines. Ab hier bis zum Dorf Bowes, wo die A67 nach Barnard Castle abzweigt, ist die Straße vollständig mit getrennten zweistreifigen Richtungsfahrbahnen ausgebaut, allerdings nicht kreuzungsfrei – Abfahrten bzw. Einmündungen kreuzen die Gegenfahrbahn. Knapp westlich des Scheitelpunkts auf 441 m ASL wird die Grenze zwischen den Grafschaften Cumbria und Durham überquert. Vom Scheitelpunkt bis nach Bowes erstreckt sich südlich der Straße das Hochmoor Bowes Moor. Ab Bowes weist die Straße zwar noch größtenteils, aber nicht mehr durchgehend getrennte Richtungsfahrbahnen auf und erreicht am Knotenpunkt Scotch Corner die A1.
Der Gebirgsabschnitt folgt einer Römerstraße, die Cataractonium (das heutige Catterick) mit Luguvalium (dem heutigen Carlisle) verband. Die Straße wirkt hier sehr abgeschieden: Auf den 21 Kilometern von Brough bis Bowes verläuft sie durch naturbelassenes Hochland, die wenigen Ansiedlungen beschränken sich auf einsame Raststätten und kleine Gehöfte. Bowes, die größte Siedlung in diesem Abschnitt, ist ein Dorf mit unter 500 Einwohnern. Auf den 25 Kilometern von Bowes bis Scotch Corner werden einige größere Gehöfte sowie der Weiler Greta Bridge berührt, aber keine geschlossenen Ortschaften mehr.

### Tiefland im Osten
Ab Scotch Corner verläuft die A66 zunächst 6,3 km weit auf der hier zur Autobahn ausgebauten A1(M) nordwärts an Barton vorbei, zweigt dann – auf den nächsten 3 Kilometern zur Autobahn A66(M) hochgestuft – in östlicher Richtung von der A1(M) ab, umgeht Darlington sowohl südlich als auch östlich und wendet sich dann dem Ballungsgebiet Teesside zu, das sie kreuzungsfrei in der Funktion einer Stadtautobahn durchquert. Östlich von Middlesbrough bei Grangetown endet die Straße an einem Kreisverkehr zur A1053.

## Kulturelle Bezüge
- Der Schriftsteller James Herriot schildert in einer seiner Erzählungen eine waghalsige Autofahrt von Osten über Scotch Corner und Bowes Moor nach Appleby und zurück bei starkem Schneefall.[3] Zur Handlungszeit gab es weder die Straßenbezeichnung noch eine Ausbaustrecke, doch mit der „alten Römerstraße über Bowes Moor“ kann nur die Vorgängerin der heutigen A66 gemeint sein.